# Fede (divinità)

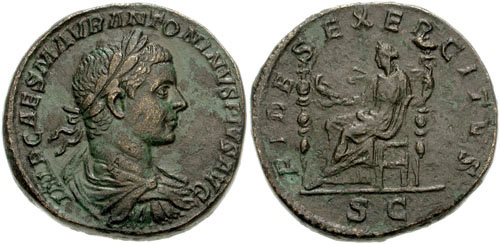
Denario dell'imperatore romano Eliogabalo (218-222), raffigurante al rovescio la dea Fede tra due stendardi dell'esercito romano e la legenda FIDES EXERCITVS, "lealtà dell'esercito".

Fede (in latino Fides) è la personificazione romana della lealtà.
La dea fa la sua comparsa nel pantheon romano nel III secolo a.C. quando un tempio sul Campidoglio le viene dedicato dal console Aulo Atilio Calatino; si tratta però, probabilmente, di un tempio costruito su di un precedente santuario già a lei dedicato; infatti secondo la tradizione il suo culto fu stabilito dal re Numa Pompilio. Inoltre la vicinanza del suo tempio a quello di Giove fa ritenere che il suo culto fosse più antico.
Nel suo tempio sul Campidoglio venivano custoditi i trattati stipulati dal Senato romano con i regni stranieri in modo che la dea potesse proteggerli.
Fides veniva raffigurata come una vecchia dai capelli bianchi, più vecchia dello stesso Giove, a simboleggiare che il rispetto della parola data è il fondamento di ogni ordine sociale e politico.
Alla dea venivano offerti sacrifici con la mano destra avvolta in un panno bianco.
Nel suo tempio si sacrificava solennemente il primo d'ottobre. Il sacrificio veniva compiuto dai Flamini, forse dai tre Flamini maggiori: i sacerdoti di Giove, Marte e Quirino che si recavano al tempio su una biga coperta.
Il suo culto venne abbandonato per buona parte del I secolo a.C. ma venne probabilmente restaurato da Augusto. Divenne una divinità importante per gli imperatori, che ricercavano, celebrandola, la fides militum, la lealtà dei soldati.

## Fides: condizione di fiducia in qualcuno, tutela, garanzia, senso del dovere verso gli altri, lealtà[1]
Nell'antica Roma la fides abbraccia tutti i campi interazionali, privati e pubblici, dalla famiglia alla politica all'amicizia.

### Rapporti di parentela e amicizia
La fides è alla base dei rapporti che presuppongono reciprocità sul piano paritario; è un valore cardine del mos maiorum ed è fondamento degli iura; è parola data, e qualora venga meno provoca la mancanza di lealtà e di mutuo scambio nei rapporti interpersonali, considerato mal costume dilagante. La stessa Res publica si regge sui valori di Fides, Virtus, Honos, Concordia, Libertas e Pietas, che da fine IV-III secolo a.C. vengono personificati come divinità.
Il valore cardine della società romana è la Fides, che unisce la sfera privata e pubblica in quanto da un lato è qualità personale innata del civis romano, dall'altro è un fatto sociale che lega i privati con le comunità e le comunità tra loro.

### Clientela e rapporti politici
Il rapporto di fides può esplicarsi anche nel rapporto patrono-cliente. La fides è una virtù aristocratico-patronale  ed è intesa come “fiducia” e “protezione”, non solo da parte di una minoranza politica ma anche dalla maggioranza sottomessa e amorfa; infatti è basata su una fiducia reciproca che non presuppone gerarchia sociale, giacché entrambi i contraenti (patrono e cliente) devono rispettare i termini del patto allo stesso modo. Il popolo romano affida al magistrato la salus rei publicae (la conservazione della cosa pubblica) e sé stesso, attraverso un tacito patto sancito al momento del voto sulla Fides, e il magistrato diviene intermediario tra legge e popolo.
La fides è una nozione specificatamente romana ed ha un'importanza capitale nel sistema politico dei Romani.
L'uomo politico incarna lo Stato Romano e stabilisce uno stretto rapporto di patronato con i popoli sottomessi suggellato dalla fides.
L'emblema di questo processo sarà raggiunto negli anni 68-69, durante i quali gli eserciti acclamano gli imperatori scelti tra i propri comandanti nei quali ripongono tutta la loro fides. Infatti l'acclamazione delle legioni diviene un atto essenziale, di fatto preliminare all'investitura. Con le vicende del 69 le legioni avevano in mano le successioni, mentre il senato svolgeva solo un ruolo di ratifica. Tuttavia, mantenere costante la fides nei confronti del principe poteva diventare pericoloso in quanto le truppe, come riporta Tacito nelle Historiae (“fluxam per discordias militum fidem”), tendevano a tradire i rapporti di fides. Secondo Tacito la fides è capacità di credito politico e qualifica il buon principe.
In seguito l'obsequium prende il posto della fides; inizialmente i due termini che erano antitetici poi passano ad essere collegati tra loro poiché si connotano come supporti pubblici, divenendo munus da assolvere nei confronti dello Stato e nei confronti del principe. 
Plinio nel Panegirico a Traiano indica chiaramente il ruolo della fides e le relazioni col nuovo obsequium: l'epistola 10,3b è significativa in quanto il principe Traiano elogia l'obsequium mantenuto da Plinio nei confronti della decisione del senato di affidargli la difesa dei provinciali africani in occasione del processo intentato al loro ex governatore Mario Prisco nel 100 d.C.
A partire da Plinio l'obsequium assume il valore di devozione ad una funzione pubblica assegnata dal Senato, ma che necessita dell'approvazione del principe.

### Religione
Il culto di Fides sembra abbia avuto origine dal secondo re di Roma, Numa Pompilio, in un periodo non anteriore al 754 a.C.
Il suo tempio è situato sul Campidoglio nei pressi di quello di Giove. Il rito legato al suo culto prevedeva che i flamines maiores si recassero al suo tempio su un carro coperto tirato da due animali e che il sacrificante dovesse avere la mano coperta da un panno bianco. Il simbolo del culto di Fides sono due mani coperte, che verranno impresse sulle monete di età imperiale.